# Megadontomys
Megadontomys är ett släkte i familjen hamsterartade gnagare med tre arter som förekommer i Mexiko.
Arterna är:
- Megadontomys cryophilus lever i höglandet av delstaten Oaxaca.
- Megadontomys nelsoni hittas från delstaten Hidalgo till Veracruz.
- Megadontomys thomasi förekommer i bergstrakter av delstaten Guerrero.

## Beskrivning
Arterna når en kroppslängd (huvud och bål) mellan 30 och 35 cm, en svanslängd av 15 till 19 cm och en vikt mellan 60 och 115 gram. Pälsen har på ovansidan en brun till gulbrun färg och är vid buken och fötterna vit. Arternas närmaste släktingar finns i släktet Isthmomys. Differenser består i konstruktionen av skelettet, tänderna och genitalierna.
Habitatet utgörs av fuktiga blandskogar på upp till 3 500 meter höga bergstrakter. Individerna vistas främst på marken och livnär sig främst av frön, samt troligen av bär och andra växtdelar som de hittar där. Vid fara söker de skydd i träd. Fortplantningssättet är nästan helt ökänt. Dräktiga honor med två eller tre embryo registrerades under våren och tidiga sommaren. Arterna håller ingen vinterdvala.
Dessa gnagare hotas av habitatförstörelse genom skogsavverkning. Alla tre arter listas av IUCN som starkt hotad (EN).